# Danh sách loài nhện trong họ Corinnidae
Trang này liệt kê các loài trong họ Corinnidae.

## Abapeba
Abapeba Bonaldo, 2000
- Abapeba abalosi (Mello-Leitão, 1942)
- Abapeba cleonei (Petrunkevitch, 1926)
- Abapeba echinus (Simon, 1896)
- Abapeba grassima (Chickering, 1972)
- Abapeba guanicae (Petrunkevitch, 1930)
- Abapeba hoeferi Bonaldo, 2000
- Abapeba kochi (Petrunkevitch, 1911)
- Abapeba lacertosa (Simon, 1897)
- Abapeba luctuosa (F. O. P.-Cambridge, 1899)
- Abapeba lugubris (Schenkel, 1953)
- Abapeba pennata (Caporiacco, 1947)
- Abapeba rioclaro Bonaldo, 2000
- Abapeba saga (F. O. P.-Cambridge, 1899)
- Abapeba sicarioides (Mello-Leitão, 1935)
- Abapeba taruma Bonaldo, 2000
- Abapeba wheeleri (Petrunkevitch, 1930)

## Aetius
Aetius O. P.-Cambridge, 1896
- Aetius decollatus O. P.-Cambridge, 1896
- Aetius nocturnus Deeleman-Reinhold, 2001

## Apochinomma
Apochinomma Pavesi, 1881
- Apochinomma acanthaspis Simon, 1896
- Apochinomma armatum Mello-Leitão, 1922
- Apochinomma bilineatum Mello-Leitão, 1939
- Apochinomma constrictum Simon, 1896
- Apochinomma dacetonoides Mello-Leitão, 1948
- Apochinomma dolosum Simon, 1897
- Apochinomma formica Simon, 1896
- Apochinomma formicaeforme Pavesi, 1881
- Apochinomma formicoides Mello-Leitão, 1939
- Apochinomma myrmecioides Mello-Leitão, 1922
- Apochinomma nitidum (Thorell, 1895)
- Apochinomma pyriforme (Keyserling, 1891)

## Arushina
Arushina Caporiacco, 1947
- Arushina dentichelis Caporiacco, 1947

## Attacobius
Attacobius Mello-Leitão, 1925
- Attacobius attarum (Roewer, 1935)
- Attacobius blakei Bonaldo & Brescovit, 2005
- Attacobius carranca Bonaldo & Brescovit, 2005
- Attacobius kitae Bonaldo & Brescovit, 2005
- Attacobius lamellatus Bonaldo & Brescovit, 2005
- Attacobius luederwaldti (Mello-Leitão, 1923)
- Attacobius nigripes (Mello-Leitão, 1942)
- Attacobius tucurui Bonaldo & Brescovit, 2005
- Attacobius uiriri Bonaldo & Brescovit, 2005
- Attacobius verhaaghi Bonaldo & Brescovit, 1998

## Austrophaea
Austrophaea Lawrence, 1952
- Austrophaea zebra Lawrence, 1952

## Brachyphaea
Brachyphaea Simon, 1895
- Brachyphaea berlandi Lessert, 1915
- Brachyphaea castanea Simon, 1896
- Brachyphaea fagei Caporiacco, 1939
- Brachyphaea hulli Lessert, 1921
- Brachyphaea proxima Lessert, 1921
- Brachyphaea simoni Simon, 1895
- Brachyphaea simpliciaculeata Caporiacco, 1949
- Brachyphaea vulpina Simon, 1896

## Cambalida
Cambalida Simon, 1910
- Cambalida coriacea Simon, 1910
- Cambalida fulvipes Simon, 1910
- Cambalida insulana Simon, 1910

## Castanilla
Castanilla Caporiacco, 1936
- Castanilla marchesii Caporiacco, 1936
- Castanilla quinquemaculata Caporiacco, 1936

## Castianeira
Castianeira Keyserling, 1879
- Castianeira abuelita Reiskind, 1969
- Castianeira adhartali Gajbe, 2003
- Castianeira alata Muma, 1945
- Castianeira alba Reiskind, 1969
- Castianeira albivulvae Mello-Leitão, 1922
- Castianeira albomaculata Berland, 1922
- Castianeira albopicta Gravely, 1931
- Castianeira alfa Reiskind, 1969
- Castianeira alteranda Gertsch, 1942
- Castianeira amoena (C. L. Koch, 1841)
- Castianeira antinorii (Pavesi, 1880)
- Castianeira arcistriata Yin et al., 1996
- Castianeira argentina Mello-Leitão, 1942
- Castianeira arnoldii Charitonov, 1946
- Castianeira athena Reiskind, 1969
- Castianeira atypica Mello-Leitão, 1929
- Castianeira azteca Reiskind, 1969
- Castianeira badia (Simon, 1877)
- Castianeira bartholini Simon, 1901
- Castianeira bengalensis Biswas, 1984
- Castianeira bicolor (Simon, 1890)
- Castianeira brevis Keyserling, 1891
- Castianeira brunellii Caporiacco, 1940
- Castianeira buelowae Mello-Leitão, 1946
- Castianeira carvalhoi Mello-Leitão, 1947
- Castianeira cecchii (Pavesi, 1883)
- Castianeira chrysura Mello-Leitão, 1943
- Castianeira cincta (Banks, 1929)
- Castianeira cingulata (C. L. Koch, 1841)
- Castianeira claveroensis Mello-Leitão, 1943
- Castianeira crocata (Hentz, 1847)
- Castianeira crucigera (Hentz, 1847)
- Castianeira cubana (Banks, 1926)
- Castianeira cyclindracea Simon, 1896
- Castianeira daoxianensis Yin et al., 1996
- Castianeira delicatula Simon, 1910
- Castianeira deminuta Simon, 1910
- Castianeira dentata Chickering, 1937
- Castianeira depygata Strand, 1916
- Castianeira descripta (Hentz, 1847)
- Castianeira dorsata (Banks, 1898)
- Castianeira drassodidoides Strand, 1915
- Castianeira dubia (O. P.-Cambridge, 1898)
- Castianeira dubia Mello-Leitão, 1922
- Castianeira dugesi (Becker, 1879)
- Castianeira flavimaculata Hu, Song & Zheng, 1985
- Castianeira flavipatellata Yin et al., 1996
- Castianeira flavipes Gravely, 1931
- Castianeira flebilis O. P.-Cambridge, 1898
- Castianeira floridana (Banks, 1904)
- Castianeira formosula Simon, 1910
- Castianeira fulvipes Simon, 1896
- Castianeira fusconigra Berland, 1922
- Castianeira gaucha Mello-Leitão, 1943
- Castianeira gertschi Kaston, 1945
- Castianeira guapa Reiskind, 1969
- Castianeira himalayensis Gravely, 1931
- Castianeira hongkong Song, Zhu & Wu, 1997
- Castianeira indica Tikader, 1981
- Castianeira inquinata (Thorell, 1890)
- Castianeira insulicola Strand, 1916
- Castianeira isophthalma Mello-Leitão, 1930
- Castianeira kibonotensis Lessert, 1921
- Castianeira lachrymosa (O. P.-Cambridge, 1898)
- Castianeira leptopoda Mello-Leitão, 1929
- Castianeira littoralis Mello-Leitão, 1926
- Castianeira longipalpa (Hentz, 1847)
- Castianeira loricifera (Simon, 1886)
- Castianeira luctifera Petrunkevitch, 1911
- Castianeira luctuosa O. P.-Cambridge, 1898
- Castianeira luteipes Mello-Leitão, 1922
- Castianeira maculata Keyserling, 1891
- Castianeira majungae Simon, 1896
- Castianeira memnonia (C. L. Koch, 1841)
- Castianeira mestrali Lessert, 1921
- Castianeira mexicana (Banks, 1898)
- Castianeira micaria (Simon, 1886)
- Castianeira minensis Mello-Leitão, 1926
- Castianeira munieri (Simon, 1877)
- Castianeira nanella Gertsch, 1933
- Castianeira obscura Keyserling, 1891
- Castianeira occidens Reiskind, 1969
- Castianeira onerosa (Keyserling, 1891)
- Castianeira patellaris Mello-Leitão, 1943
- Castianeira peregrina (Gertsch, 1935)
- Castianeira phaeochroa Simon, 1910
- Castianeira pictipes Mello-Leitão, 1942
- Castianeira plorans (O. P.-Cambridge, 1898)
- Castianeira polyacantha Mello-Leitão, 1929
- Castianeira pugnax Mello-Leitão, 1948
- Castianeira pulcherrima (O. P.-Cambridge, 1874)
- Castianeira quadrimaculata Reimoser, 1934
- Castianeira quadritaeniata (Simon, 1905)
- Castianeira quechua Chamberlin, 1916
- Castianeira rica Reiskind, 1969
- Castianeira rothi Reiskind, 1969
- Castianeira rubicunda Keyserling, 1879
- Castianeira rugosa Denis, 1958
- Castianeira russellsmithi Deeleman-Reinhold, 2001
- Castianeira rutilans Simon, 1896
- Castianeira salticina (Taczanowski, 1874)
- Castianeira scutata Schmidt, 1971
- Castianeira setosa Mello-Leitão, 1947
- Castianeira sexmaculata Mello-Leitão, 1926
- Castianeira shaxianensis Gong, 1983
- Castianeira similis (Banks, 1929)
- Castianeira soyauxi (Karsch, 1879)
- Castianeira spinipalpis Mello-Leitão, 1945
- Castianeira stylifera Kraus, 1955
- Castianeira tenuiformis Simon, 1896
- Castianeira tenuis Simon, 1896
- Castianeira teres Simon, 1897
- Castianeira thalia Reiskind, 1969
- Castianeira thomensis Simon, 1910
- Castianeira tinae Patel & Patel, 1973
- Castianeira trifasciata Yin et al., 1996
- Castianeira trilineata (Hentz, 1847)
- Castianeira trimac Reiskind, 1969
- Castianeira truncata Kraus, 1955
- Castianeira valida Keyserling, 1891
- Castianeira variata Gertsch, 1942
- Castianeira venusta (Banks, 1898)
- Castianeira venustula (Pavesi, 1895)
- Castianeira virgulifera Mello-Leitão, 1922
- Castianeira vittatula Roewer, 1951
- Castianeira vulnerea Gertsch, 1942
- Castianeira walsinghami (O. P.-Cambridge, 1874)
- Castianeira xanthomela Mello-Leitão, 1941
- Castianeira zembla Reiskind, 1969
- Castianeira zetes Simon, 1897
- Castianeira zionis (Chamberlin & Woodbury, 1929)

## Castoponera
Castoponera Deeleman-Reinhold, 2001
- Castoponera ciliata (Deeleman-Reinhold, 1993)
- Castoponera lecythus Deeleman-Reinhold, 2001
- Castoponera scotopoda (Deeleman-Reinhold, 1993)

## Cetonana
Cetonana Strand, 1929
- Cetonana aculifera (Strand, 1916)
- Cetonana coenosa (Simon, 1897)
- Cetonana curvipes (Tucker, 1920)
- Cetonana laticeps (Canestrini, 1868)
- Cetonana lineolata (Mello-Leitão, 1941)
- Cetonana martini (Simon, 1897)
- Cetonana orientalis (Schenkel, 1936)
- Cetonana petrunkevitchi Mello-Leitão, 1945
- Cetonana setosa (Simon, 1897)
- Cetonana simoni (Lawrence, 1942)
- Cetonana tridentata (Lessert, 1923)

## Coenoptychus
Coenoptychus Simon, 1885
- Coenoptychus pulcher Simon, 1885

## Copa
Copa Simon, 1886
- Copa agelenina Simon, 1910
- Copa annulata Simon, 1896
- Copa auroplumosa Strand, 1907
- Copa benina Strand, 1916
  - Copa benina nigra Lessert, 1933
- Copa flavoplumosa Simon, 1886
- Copa lacustris Strand, 1916
- Copa lineata Simon, 1903
- Copa longespina Simon, 1910
- Copa spinosa Simon, 1896

## Corinna
Corinna C. L. Koch, 1841
- Corinna aberrans Franganillo, 1926
- Corinna aenea Simon, 1896
- Corinna alticeps (Keyserling, 1891)
- Corinna andina (Simon, 1898)
- Corinna annulipes (Taczanowski, 1874)
- Corinna anomala Schmidt, 1971
- Corinna areolata Thorell, 1899
- Corinna bicincta Simon, 1896
- Corinna bonneti Caporiacco, 1947
- Corinna botucatensis (Keyserling, 1891)
- Corinna bristoweana Mello-Leitão, 1926
- Corinna brunneipeltula Strand, 1911
- Corinna buccosa Simon, 1896
- Corinna bulbosa F. O. P.-Cambridge, 1899
- Corinna bulbula F. O. P.-Cambridge, 1899
- Corinna capito (Lucas, 1856)
- Corinna chickeringi (Caporiacco, 1955)
- Corinna colombo Bonaldo, 2000
- Corinna corvina Simon, 1896
- Corinna cribrata (Simon, 1886)
- Corinna cruenta (Bertkau, 1880)
- Corinna ducke Bonaldo, 2000
- Corinna eresiformis Simon, 1896
- Corinna ferox Simon, 1896
- Corinna galeata Simon, 1896
- Corinna granadensis (L. Koch, 1866)
- Corinna grandis (Simon, 1898)
- Corinna haemorrhoa (Bertkau, 1880)
- Corinna ignota Mello-Leitão, 1922
- Corinna inermis (Bertkau, 1880)
- Corinna javuyae Petrunkevitch, 1930
- Corinna kochi (Simon, 1898)
- Corinna longitarsis Strand, 1906
- Corinna loricata (Bertkau, 1880)
- Corinna macra (L. Koch, 1866)
- Corinna major Berland, 1922
- Corinna mandibulata Strand, 1906
- Corinna mexicana (Banks, 1898)
- Corinna modesta Banks, 1909
- Corinna mourai Bonaldo, 2000
- Corinna napaea Simon, 1897
- Corinna natalis Pocock, 1898
- Corinna nitens (Keyserling, 1891)
- Corinna nossibeensis Strand, 1907
- Corinna octodentata Franganillo, 1946
- Corinna olivacea Strand, 1906
- Corinna parva (Keyserling, 1891)
- Corinna parvula Bryant, 1940
- Corinna peninsulana Banks, 1898
- Corinna perida Chickering, 1972
- Corinna phalerata Simon, 1896
- Corinna pictipes Banks, 1909
- Corinna plumipes (Bertkau, 1880)
- Corinna propera (Dyal, 1935)
- Corinna punicea Simon, 1897
- Corinna recurva Bonaldo, 2000
- Corinna rubripes C. L. Koch, 1841
- Corinna sanguinea Strand, 1906
  - Corinna sanguinea inquirenda Strand, 1906
- Corinna selysi (Bertkau, 1880)
- Corinna spinifera (Keyserling, 1887)
- Corinna tatei Gertsch, 1942
- Corinna testacea (Banks, 1898)
- Corinna toussainti Bryant, 1948
- Corinna travassosi Mello-Leitão, 1939
- Corinna urbanae Soares & Camargo, 1948
- Corinna variegata F. O. P.-Cambridge, 1899
- Corinna venezuelica (Caporiacco, 1955)

## Corinnomma
Corinnomma Karsch, 1880
- Corinnomma afghanicum Roewer, 1962
- Corinnomma albobarbatum Simon, 1897
- Corinnomma comulatum Thorell, 1891
- Corinnomma formiciforme Rainbow, 1904
- Corinnomma javanum Simon, 1905
- Corinnomma lawrencei Haddad, 2006
- Corinnomma moerens Thorell, 1890
- Corinnomma olivaceum Simon, 1896
- Corinnomma plumosa (Thorell, 1881)
- Corinnomma rapax Deeleman-Reinhold, 1993
- Corinnomma rufofuscum Reimoser, 1934
- Corinnomma semiglabrum (Simon, 1896)
- Corinnomma severum (Thorell, 1877)
- Corinnomma suaverubens Simon, 1896
- Corinnomma thorelli Simon, 1905

## Creugas
Creugas Thorell, 1878
- Creugas annamae (Gertsch & Davis, 1940)
- Creugas apophysarius (Caporiacco, 1947)
- Creugas bajulus (Gertsch, 1942)
- Creugas bellator (L. Koch, 1866)
- Creugas berlandi Bonaldo, 2000
- Creugas bicuspis (F. O. P.-Cambridge, 1899)
- Creugas cinnamius Simon, 1888
- Creugas comondensis Jiménez, 2007
- Creugas epicureanus (Chamberlin, 1924)
- Creugas falculus (F. O. P.-Cambridge, 1899)
- Creugas guaycura Jiménez, 2008
- Creugas gulosus Thorell, 1878
- Creugas lisei Bonaldo, 2000
- Creugas mucronatus (F. O. P.-Cambridge, 1899)
- Creugas navus (F. O. P.-Cambridge, 1899)
- Creugas nigricans (C. L. Koch, 1841)
- Creugas plumatus (L. Koch, 1866)
- Creugas praeceps (F. O. P.-Cambridge, 1899)
- Creugas silvaticus (Chickering, 1937)
- Creugas uncatus (F. O. P.-Cambridge, 1899)

## Cycais
Cycais Thorell, 1877
- Cycais cylindrata Thorell, 1877
- Cycais gracilis Karsch, 1879

## Drassinella
Drassinella Banks, 1904
- Drassinella gertschi Platnick & Ubick, 1989
- Drassinella modesta Banks, 1904
- Drassinella schulzefenai (Chamberlin & Ivie, 1936)
- Drassinella sclerata (Chamberlin & Ivie, 1935)
- Drassinella siskiyou Platnick & Ubick, 1989
- Drassinella sonoma Platnick & Ubick, 1989
- Drassinella unicolor (Chamberlin & Ivie, 1935)

## Echinax
Echinax Deeleman-Reinhold, 2001
- Echinax anlongensis Yang, Song & Zhu, 2004
- Echinax bosmansi (Deeleman-Reinhold, 1995)
- Echinax javana (Deeleman-Reinhold, 1995)
- Echinax oxyopoides (Deeleman-Reinhold, 1995)
- Echinax panache Deeleman-Reinhold, 2001

## Ecitocobius
Ecitocobius Bonaldo & Brescovit, 1998
- Ecitocobius comissator Bonaldo & Brescovit, 1998

## Erendira
Erendira (chi) Bonaldo, 2000
- Erendira atrox (Caporiacco, 1955)
- Erendira luteomaculata (Petrunkevitch, 1925)
- Erendira pallidoguttata (Simon, 1897)
- Erendira pictithorax (Caporiacco, 1955)
- Erendira subsignata (Simon, 1897)

## Falconina
Falconina Brignoli, 1985
- Falconina albomaculosa (Schmidt, 1971)
- Falconina crassipalpis (Chickering, 1937)
- Falconina gracilis (Keyserling, 1891)
- Falconina melloi (Schenkel, 1953)

## Fuchiba
Fuchiba Haddad & Lyle, 2008
- Fuchiba aquilonia Haddad & Lyle, 2008
- Fuchiba capensis Haddad & Lyle, 2008
- Fuchiba montana Haddad & Lyle, 2008
- Fuchiba similis Haddad & Lyle, 2008
- Fuchiba tortilis Haddad & Lyle, 2008
- Fuchiba venteri Haddad & Lyle, 2008

## Fuchibotulus
Fuchibotulus Haddad & Lyle, 2008
- Fuchibotulus bicornis Haddad & Lyle, 2008
- Fuchibotulus kigelia Haddad & Lyle, 2008

## Graptartia
Graptartia Simon, 1896
- Graptartia granulosa Simon, 1896
- Graptartia mutillica Haddad, 2004
- Graptartia scabra (Simon, 1878)
- Graptartia tropicalis Haddad, 2004

## Hortipes
Hortipes Bosselaers & Ledoux, 1998
- Hortipes abucoletus Bosselaers & Jocqué, 2000
- Hortipes aelurisiepae Bosselaers & Jocqué, 2000
- Hortipes alderweireldti Bosselaers & Jocqué, 2000
- Hortipes amphibolus Bosselaers & Jocqué, 2000
- Hortipes anansiodatus Bosselaers & Jocqué, 2000
- Hortipes angariopsis Bosselaers & Jocqué, 2000
- Hortipes arboricola Ledoux & Emerit, 1998
- Hortipes architelones Bosselaers & Jocqué, 2000
- Hortipes atalante Bosselaers & Jocqué, 2000
- Hortipes auriga Bosselaers & Jocqué, 2000
- Hortipes aurora Bosselaers & Jocqué, 2000
- Hortipes baerti Bosselaers & Jocqué, 2000
- Hortipes bjorni Bosselaers & Jocqué, 2000
- Hortipes bosmansi Bosselaers & Jocqué, 2000
- Hortipes calliblepharus Bosselaers & Jocqué, 2000
- Hortipes castor Bosselaers & Jocqué, 2000
- Hortipes centralis Bosselaers & Jocqué, 2000
- Hortipes chrysothemis Bosselaers & Jocqué, 2000
- Hortipes coccinatus Bosselaers & Jocqué, 2000
- Hortipes contubernalis Bosselaers & Jocqué, 2000
- Hortipes creber Bosselaers & Jocqué, 2000
- Hortipes cucurbita Bosselaers & Jocqué, 2000
- Hortipes delphinus Bosselaers & Jocqué, 2000
- Hortipes depravator Bosselaers & Jocqué, 2000
- Hortipes echo Bosselaers & Jocqué, 2000
- Hortipes exoptans Bosselaers & Jocqué, 2000
- Hortipes falcatus Bosselaers & Jocqué, 2000
- Hortipes fastigiensis Bosselaers & Jocqué, 2000
- Hortipes fortipes Bosselaers & Jocqué, 2000
- Hortipes griswoldi Bosselaers & Jocqué, 2000
- Hortipes hastatus Bosselaers & Jocqué, 2000
- Hortipes hesperoecius Bosselaers & Jocqué, 2000
- Hortipes hormigricola Bosselaers & Jocqué, 2000
- Hortipes horta Bosselaers & Jocqué, 2000
- Hortipes hyakutake Bosselaers & Jocqué, 2000
- Hortipes irimus Bosselaers & Jocqué, 2000
- Hortipes klumpkeae Bosselaers & Jocqué, 2000
- Hortipes lejeunei Bosselaers & Jocqué, 2000
- Hortipes leno Bosselaers & Jocqué, 2000
- Hortipes libidinosus Bosselaers & Jocqué, 2000
- Hortipes licnophorus Bosselaers & Jocqué, 2000
- Hortipes limicola Ledoux & Emerit, 1998
- Hortipes luytenae Bosselaers & Ledoux, 1998
- Hortipes machaeropolion Bosselaers & Jocqué, 2000
- Hortipes marginatus Ledoux & Emerit, 1998
- Hortipes merwei Bosselaers & Jocqué, 2000
- Hortipes mesembrinus Bosselaers & Jocqué, 2000
- Hortipes mulciber Bosselaers & Jocqué, 2000
- Hortipes narcissus Bosselaers & Jocqué, 2000
- Hortipes orchatocnemis Bosselaers & Jocqué, 2000
- Hortipes oronesiotes Bosselaers & Jocqué, 2000
- Hortipes ostiovolutus Bosselaers & Jocqué, 2000
- Hortipes paludigena Ledoux & Emerit, 1998
- Hortipes penthesileia Bosselaers & Jocqué, 2000
- Hortipes platnicki Bosselaers & Jocqué, 2000
- Hortipes pollux Bosselaers & Jocqué, 2000
- Hortipes puylaerti Bosselaers & Jocqué, 2000
- Hortipes robertus Bosselaers & Jocqué, 2000
- Hortipes rothorum Bosselaers & Jocqué, 2000
- Hortipes salticola Bosselaers & Jocqué, 2000
- Hortipes sceptrum Bosselaers & Jocqué, 2000
- Hortipes scharffi Bosselaers & Jocqué, 2000
- Hortipes schoemanae Bosselaers & Jocqué, 2000
- Hortipes silvarum Ledoux & Emerit, 1998
- Hortipes stoltzei Bosselaers & Jocqué, 2000
- Hortipes tarachodes Bosselaers & Jocqué, 2000
- Hortipes terminator Bosselaers & Jocqué, 2000
- Hortipes wimmertensi Bosselaers & Jocqué, 2000
- Hortipes zombaensis Bosselaers & Jocqué, 2000

## Humua
Humua Ono, 1987
- Humua takeuchii Ono, 1987

## Ianduba
Ianduba Bonaldo, 1997
- Ianduba abara Bonaldo & Brescovit, 2007
- Ianduba caxixe Bonaldo, 1997
- Ianduba mugunza Bonaldo & Brescovit, 2007
- Ianduba patua Bonaldo, 1997
- Ianduba paubrasil Bonaldo, 1997
- Ianduba varia (Keyserling, 1891)
- Ianduba vatapa Bonaldo, 1997

## Koppe
Koppe Deeleman-Reinhold, 2001
- Koppe armata (Simon, 1896)
- Koppe baerti Deeleman-Reinhold, 2001
- Koppe calciphila Deeleman-Reinhold, 2001
- Koppe doleschalli Deeleman-Reinhold, 2001
- Koppe kinabalensis Deeleman-Reinhold, 2001
- Koppe kuntneri Deeleman-Reinhold, 2001
- Koppe minuta Deeleman-Reinhold, 2001
- Koppe montana Deeleman-Reinhold, 2001
- Koppe no Deeleman-Reinhold, 2001
- Koppe princeps Deeleman-Reinhold, 2001
- Koppe radiata (Thorell, 1881)
- Koppe sumba Deeleman-Reinhold, 2001
- Koppe tinikitkita (Barrion & Litsinger, 1995)

## Lessertina
Lessertina Lawrence, 1942
- Lessertina mutica Lawrence, 1942

## Liophrurillus
Liophrurillus Wunderlich, 1992
- Liophrurillus flavitarsis (Lucas, 1846)

## Mandaneta
Mandaneta Strand, 1932
- Mandaneta sudana (Karsch, 1880)

## Mazax
Mazax O. P.-Cambridge, 1898
- Mazax ajax Reiskind, 1969
- Mazax chickeringi Reiskind, 1969
- Mazax kaspari Cokendolpher, 1978
- Mazax pax Reiskind, 1969
- Mazax spinosa (Simon, 1897)
- Mazax xerxes Reiskind, 1969

## Medmassa
Medmassa Simon, 1887
- Medmassa australiensis (L. Koch, 1867)
- Medmassa bicolor Hogg, 1900
- Medmassa celebensis (Deeleman-Reinhold, 1995)
- Medmassa diplogale Deeleman-Reinhold, 2001
- Medmassa frenata (Simon, 1877)
- Medmassa fusca Hogg, 1900
- Medmassa hiekae Berland, 1922
- Medmassa insignis (Thorell, 1890)
- Medmassa kltina (Barrion & Litsinger, 1995)
- Medmassa laurenti Lessert, 1946
- Medmassa lesserti Strand, 1916
- Medmassa nitida Lawrence, 1937
- Medmassa nyctalops Simon, 1910
- Medmassa pallipes (L. Koch, 1873)
- Medmassa proxima Lessert, 1923
- Medmassa pulchra (Thorell, 1881)
- Medmassa pusilla Simon, 1896
- Medmassa semiaurantiaca Simon, 1910
- Medmassa semiflava Simon, 1896
- Medmassa tigris (Deeleman-Reinhold, 1995)
- Medmassa vidua Lessert, 1923

## Megalostrata
Megalostrata Karsch, 1880
- Megalostrata bruneri (Bryant, 1936)
- Megalostrata depicta (O. P.-Cambridge, 1895)
- Megalostrata monistica (Chamberlin, 1924)
- Megalostrata raptor (L. Koch, 1866)

## Merenius
Merenius Simon, 1910
- Merenius alberti Lessert, 1923
- Merenius concolor Caporiacco, 1947
- Merenius myrmex Simon, 1910
- Merenius plumosus Simon, 1910
- Merenius proximus Lessert, 1929
  - Merenius proximus quadrimaculatus Lessert, 1946
- Merenius recurvatus (Strand, 1906)
- Merenius simoni Lessert, 1921
- Merenius solitarius Lessert, 1946
- Merenius tenuiculus Simon, 1910
- Merenius yemenensis Denis, 1953

## Meriola
Meriola Banks, 1895
- Meriola arcifera (Simon, 1886)
- Meriola balcarce Platnick & Ewing, 1995
- Meriola barrosi (Mello-Leitão, 1951)
- Meriola californica (Banks, 1904)
- Meriola cetiformis (Strand, 1908)
- Meriola davidi Grismado, 2004
- Meriola decepta Banks, 1895
- Meriola fasciata (Mello-Leitão, 1941)
- Meriola foraminosa (Keyserling, 1891)
- Meriola gallina Platnick & Ewing, 1995
- Meriola goloboffi Platnick & Ewing, 1995
- Meriola hyltonae (Mello-Leitão, 1940)
- Meriola longitarsis (Simon, 1904)
- Meriola manuel Platnick & Ewing, 1995
- Meriola mauryi Platnick & Ewing, 1995
- Meriola nague Platnick & Ewing, 1995
- Meriola penai Platnick & Ewing, 1995
- Meriola puyehue Platnick & Ewing, 1995
- Meriola quilicura Platnick & Ewing, 1995
- Meriola rahue Platnick & Ewing, 1995
- Meriola ramirezi Platnick & Ewing, 1995
- Meriola tablas Platnick & Ewing, 1995
- Meriola teresita Platnick & Ewing, 1995
- Meriola virgata (Simon, 1904)

## Messapus
Messapus Simon, 1898
- Messapus martini Simon, 1898
- Messapus secundus Strand, 1907

## Methesis
Methesis Simon, 1896
- Methesis bimaculata Simon, 1896
- Methesis brevitarsa Caporiacco, 1954
- Methesis semirufa Simon, 1896

## Myrmecium
Myrmecium Latreille, 1824
- Myrmecium aurantiacum Mello-Leitão, 1941
- Myrmecium bifasciatum Taczanowski, 1874
- Myrmecium bonaerense Holmberg, 1881
- Myrmecium camponotoides Mello-Leitão, 1932
- Myrmecium dacetoniforme Mello-Leitão, 1932
- Myrmecium fuscum Dahl, 1907
- Myrmecium gounellei Simon, 1896
- Myrmecium itatiaiae Mello-Leitão, 1932
- Myrmecium latreillei (Lucas, 1856)
- Myrmecium monacanthum Simon, 1897
- Myrmecium obscurum Keyserling, 1891
- Myrmecium reticulatum Dahl, 1907
- Myrmecium rufum Latreille, 1824
- Myrmecium trifasciatum Caporiacco, 1947
- Myrmecium vertebratum (Walckenaer, 1837)
- Myrmecium viehmeyeri Dahl, 1907

## Myrmecotypus
Myrmecotypus O. P.-Cambridge, 1894
- Myrmecotypus fuliginosus O. P.-Cambridge, 1894
- Myrmecotypus iguazu Rubio & Arbino, 2009
- Myrmecotypus lineatipes Chickering, 1937
- Myrmecotypus lineatus (Emerton, 1909)
- Myrmecotypus niger Chickering, 1937
- Myrmecotypus olympus Reiskind, 1969
- Myrmecotypus orpheus Reiskind, 1969
- Myrmecotypus pilosus (O. P.-Cambridge, 1898)
- Myrmecotypus rettenmeyeri Unzicker, 1965

## Oedignatha
Oedignatha Thorell, 1881
- Oedignatha affinis Simon, 1897
- Oedignatha albofasciata Strand, 1907
- Oedignatha andamanensis (Tikader, 1977)
- Oedignatha barbata Deeleman-Reinhold, 2001
- Oedignatha bicolor Simon, 1896
- Oedignatha binoyii Reddy & Patel, 1993
- Oedignatha bucculenta Thorell, 1897
- Oedignatha canaca Berland, 1938
- Oedignatha carli Reimoser, 1934
- Oedignatha coriacea Simon, 1897
- Oedignatha dentifera Reimoser, 1934
- Oedignatha escheri Reimoser, 1934
- Oedignatha ferox (Thorell, 1897)
- Oedignatha flavipes Simon, 1897
- Oedignatha gulosa Simon, 1897
- Oedignatha indica Reddy & Patel, 1993
- Oedignatha jocquei Deeleman-Reinhold, 2001
- Oedignatha lesserti Reimoser, 1934
- Oedignatha major Simon, 1896
- Oedignatha microscutata Reimoser, 1934
- Oedignatha mogamoga Marples, 1955
- Oedignatha montigena Simon, 1897
- Oedignatha platnicki Song & Zhu, 1998
- Oedignatha poonaensis Majumder & Tikader, 1991
- Oedignatha proboscidea (Strand, 1913)
- Oedignatha procerula Simon, 1897
- Oedignatha raigadensis Bastawade, 2006
- Oedignatha retusa Simon, 1897
- Oedignatha rugulosa Thorell, 1897
- Oedignatha scrobiculata Thorell, 1881
- Oedignatha shillongensis Biswas & Majumder, 1995
- Oedignatha sima Simon, 1886
- Oedignatha spadix Deeleman-Reinhold, 2001
- Oedignatha striata Simon, 1897
- Oedignatha tricuspidata Reimoser, 1934
- Oedignatha uncata Reimoser, 1934

## Olbus
Olbus Simon, 1880
- Olbus eryngiophilus Ramírez, Lopardo & Bonaldo, 2001
- Olbus jaguar Ramírez, Lopardo & Bonaldo, 2001
- Olbus krypto Ramírez, Lopardo & Bonaldo, 2001
- Olbus nahuelbuta Ramírez, Lopardo & Bonaldo, 2001
- Olbus sparassoides (Nicolet, 1849)

## Orthobula
Orthobula Simon, 1897
- Orthobula bilobata Deeleman-Reinhold, 2001
- Orthobula calceata Simon, 1897
- Orthobula charitonovi (Mikhailov, 1986)
- Orthobula crucifera Bösenberg & Strand, 1906
- Orthobula impressa Simon, 1897
- Orthobula infima Simon, 1896
- Orthobula milloti Caporiacco, 1949
- Orthobula pura Deeleman-Reinhold, 2001
- Orthobula qinghaiensis Hu, 2001
- Orthobula quadrinotata Deeleman-Reinhold, 2001
- Orthobula radiata Simon, 1897
- Orthobula sicca Simon, 1903
- Orthobula spiniformis Tso et al., 2005
- Orthobula tibenensis Hu, 2001
- Orthobula trinotata Simon, 1896
- Orthobula yaginumai Platnick, 1977
- Orthobula zhangmuensis Hu & Li, 1987

## Otacilia
Otacilia Thorell, 1897
- Otacilia ambon Deeleman-Reinhold, 2001
- Otacilia armatissima Thorell, 1897
- Otacilia komurai (Yaginuma, 1952)
- Otacilia luna (Kamura, 1994)
- Otacilia luzonica (Simon, 1898)
- Otacilia lynx (Kamura, 1994)
- Otacilia mustela Kamura, 2008
- Otacilia onoi Deeleman-Reinhold, 2001
- Otacilia ornata Deeleman-Reinhold, 2001
- Otacilia parva Deeleman-Reinhold, 2001
- Otacilia sinifera Deeleman-Reinhold, 2001
- Otacilia stella Kamura, 2005
- Otacilia taiwanica (Hayashi & Yoshida, 1993)
- Otacilia vulpes (Kamura, 2001)
- Otacilia zebra Deeleman-Reinhold, 2001

## Paccius
Paccius Simon, 1898
- Paccius angulatus Platnick, 2000
- Paccius elevatus Platnick, 2000
- Paccius griswoldi Platnick, 2000
- Paccius madagascariensis (Simon, 1889)
- Paccius mucronatus Simon, 1898
- Paccius quadridentatus Simon, 1898
- Paccius quinteri Platnick, 2000
- Paccius scharffi Platnick, 2000

## Parachemmis
Parachemmis Chickering, 1937
- Parachemmis fuscus Chickering, 1937
- Parachemmis hassleri (Gertsch, 1942)
- Parachemmis manauara Bonaldo, 2000

## Paradiestus
Paradiestus Mello-Leitão, 1915
- Paradiestus aurantiacus Mello-Leitão, 1915
- Paradiestus egregius (Simon, 1896)
- Paradiestus giganteus (Karsch, 1880)
- Paradiestus penicillatus (Mello-Leitão, 1939)
- Paradiestus vitiosus (Keyserling, 1891)

## Paratrachelas
Paratrachelas Kovblyuk & Nadolny, 2009
- Paratrachelas acuminus (Zhu & An, 1988)
- Paratrachelas maculatus (Thorell, 1875)

## Phonotimpus
Phonotimpus Gertsch & Davis, 1940
- Phonotimpus eutypus Gertsch & Davis, 1940
- Phonotimpus separatus Gertsch & Davis, 1940

## Phrurolinillus
Phrurolinillus Wunderlich, 1995
- Phrurolinillus lisboensis Wunderlich, 1995
- Phrurolinillus tibialis (Simon, 1878)

## Phrurolithus
Phrurolithus C. L. Koch, 1839
- Phrurolithus absurdus Gertsch, 1941
- Phrurolithus adjacens Gertsch & Davis, 1940
- Phrurolithus aemulatus Gertsch, 1941
- Phrurolithus alatus Ivie & Barrows, 1935
- Phrurolithus apacheus Gertsch, 1941
- Phrurolithus apertus Gertsch, 1935
- Phrurolithus approximatus Gertsch & Davis, 1940
- Phrurolithus banksi Gertsch, 1941
- Phrurolithus bifidus Yin et al., 2004
- Phrurolithus callidus Gertsch, 1935
- Phrurolithus camawhitae Gertsch, 1935
- Phrurolithus catalinius Gertsch, 1941
- Phrurolithus claripes (Dönitz & Strand, 1906)
- Phrurolithus coahuilanus Gertsch & Davis, 1940
- Phrurolithus concisus Gertsch, 1941
- Phrurolithus connectus Gertsch, 1941
- Phrurolithus coreanus Paik, 1991
- Phrurolithus corsicus (Simon, 1878)
- Phrurolithus daoxianensis Yin et al., 1997
- Phrurolithus debilis Gertsch & Davis, 1940
- Phrurolithus dianchiensis Yin et al., 1997
- Phrurolithus diversus Gertsch & Davis, 1940
- Phrurolithus dolius Chamberlin & Ivie, 1935
- Phrurolithus duncani (Chamberlin, 1925)
- Phrurolithus emertoni Gertsch, 1935
- Phrurolithus faustus Paik, 1991
- Phrurolithus festivus (C. L. Koch, 1835)
- Phrurolithus flavipes O. P.-Cambridge, 1872
- Phrurolithus florentinus Caporiacco, 1923
- Phrurolithus foveatus Song, 1990
- Phrurolithus goodnighti Muma, 1945
- Phrurolithus hamdeokensis Seo, 1988
- Phrurolithus hengshan Song, 1990
- Phrurolithus insularis Petrunkevitch, 1930
- Phrurolithus kastoni Schenkel, 1950
- Phrurolithus kentuckyensis Chamberlin & Gertsch, 1930
- Phrurolithus labialis Paik, 1991
- Phrurolithus leviculus Gertsch, 1936
- Phrurolithus luppovae Spassky, 1941
- Phrurolithus minimus C. L. Koch, 1839
- Phrurolithus nemoralis Bryant, 1940
- Phrurolithus nigrinus (Simon, 1878)
- Phrurolithus nipponicus Kishida, 1914
- Phrurolithus oabus Chamberlin & Ivie, 1935
- Phrurolithus palgongensis Seo, 1988
- Phrurolithus paludivagus Bishop & Crosby, 1926
- Phrurolithus parcus (Hentz, 1847)
- Phrurolithus pennatus Yaginuma, 1967
- Phrurolithus pinturus Ivie & Barrows, 1935
- Phrurolithus pipensis Muma, 1945
- Phrurolithus portoricensis Petrunkevitch, 1930
- Phrurolithus pullatus Kulczynski, 1897
- Phrurolithus pygmaeus Thorell, 1875
- Phrurolithus qiqiensis Yin et al., 2004
- Phrurolithus revolutus Yin et al., 2004
- Phrurolithus schwarzi Gertsch, 1941
- Phrurolithus shimenensis Yin et al., 1997
- Phrurolithus similis Banks, 1895
- Phrurolithus singulus Gertsch, 1941
- Phrurolithus sinicus Zhu & Mei, 1982
- Phrurolithus sordidus Savelyeva, 1972
- Phrurolithus spinosus Bryant, 1948
- Phrurolithus splendidus Song & Zheng, 1992
- Phrurolithus szilyi Herman, 1879
- Phrurolithus tamaulipanus Gertsch & Davis, 1940
- Phrurolithus tepejicanus Gertsch & Davis, 1940
- Phrurolithus umbratilis Bishop & Crosby, 1926
- Phrurolithus wallacei Gertsch, 1935
- Phrurolithus zhejiangensis Song & Kim, 1991

## Phruronellus
Phruronellus Chamberlin, 1921
- Phruronellus californicus Chamberlin & Gertsch, 1930
- Phruronellus floridae Chamberlin & Gertsch, 1930
- Phruronellus formica (Banks, 1895)
- Phruronellus formidabilis Chamberlin & Gertsch, 1930
- Phruronellus pictus Chamberlin & Gertsch, 1930

## Phrurotimpus
Phrurotimpus Chamberlin & Ivie, 1935
- Phrurotimpus abditus Gertsch, 1941
- Phrurotimpus alarius (Hentz, 1847)
  - Phrurotimpus alarius tejanus (Chamberlin & Gertsch, 1930)
- Phrurotimpus borealis (Emerton, 1911)
- Phrurotimpus certus Gertsch, 1941
- Phrurotimpus chamberlini Schenkel, 1950
- Phrurotimpus dulcineus Gertsch, 1941
- Phrurotimpus illudens Gertsch, 1941
- Phrurotimpus mateonus (Chamberlin & Gertsch, 1930)
- Phrurotimpus minutus (Banks, 1892)
- Phrurotimpus mormon (Chamberlin & Gertsch, 1930)
  - Phrurotimpus mormon xanthus Chamberlin & Ivie, 1935
- Phrurotimpus parallelus (Chamberlin, 1921)
- Phrurotimpus subtropicus Ivie & Barrows, 1935
- Phrurotimpus truncatus Chamberlin & Ivie, 1935
- Phrurotimpus woodburyi (Chamberlin & Gertsch, 1929)
  - Phrurotimpus woodburyi utanus Chamberlin & Ivie, 1935

## Piabuna
Piabuna Chamberlin & Ivie, 1933
- Piabuna brevispina Chamberlin & Ivie, 1935
- Piabuna longispina Chamberlin & Ivie, 1935
- Piabuna nanna Chamberlin & Ivie, 1933
- Piabuna pallida Chamberlin & Ivie, 1935
- Piabuna reclusa Gertsch & Davis, 1940
- Piabuna xerophila Chamberlin & Ivie, 1935

## Poachelas
Poachelas Haddad & Lyle, 2008
- Poachelas montanus Haddad & Lyle, 2008
- Poachelas solitarius Haddad & Lyle, 2008
- Poachelas striatus Haddad & Lyle, 2008

## Poecilipta
Poecilipta Simon, 1896
- Poecilipta janthina Simon, 1896
- Poecilipta venusta Rainbow, 1904

## Pranburia
Pranburia Deeleman-Reinhold, 1993
- Pranburia mahannopi Deeleman-Reinhold, 1993

## Procopius
Procopius Thorell, 1899
- Procopius aeneolus Simon, 1903
- Procopius aethiops Thorell, 1899
- Procopius affinis Lessert, 1946
- Procopius ensifer Simon, 1910
- Procopius gentilis Simon, 1910
- Procopius granulosus Simon, 1903
  - Procopius granulosus helluo Simon, 1910
- Procopius laticeps Simon, 1910
- Procopius luteifemur Schmidt, 1956
- Procopius quaerens Lessert, 1946
- Procopius vittatus Thorell, 1899

## Pronophaea
Pronophaea Simon, 1897
- Pronophaea natalica Simon, 1897

## Psellocoptus
Psellocoptus Simon, 1896
- Psellocoptus buchlii Reiskind, 1971
- Psellocoptus flavostriatus Simon, 1896
- Psellocoptus prodontus Reiskind, 1971

## Pseudoceto
Pseudoceto Mello-Leitão, 1929
- Pseudoceto pickeli Mello-Leitão, 1929

## Pseudocorinna
Pseudocorinna Simon, 1910
- Pseudocorinna gracilior Simon, 1910
- Pseudocorinna rutila Simon, 1910
- Pseudocorinna septemaculeata Simon, 1910

## Scorteccia
Scorteccia Caporiacco, 1936
- Scorteccia termitarum Caporiacco, 1936

## Scotinella
Scotinella Banks, 1911
- Scotinella britcheri (Petrunkevitch, 1910)
- Scotinella brittoni (Gertsch, 1941)
- Scotinella custeri Levi, 1951
- Scotinella deleta (Gertsch, 1941)
- Scotinella divesta (Gertsch, 1941)
- Scotinella divinula (Gertsch, 1941)
- Scotinella dixiana Roddy, 1957
- Scotinella fratrella (Gertsch, 1935)
- Scotinella madisonia Levi, 1951
- Scotinella manitou Levi, 1951
- Scotinella minnetonka (Chamberlin & Gertsch, 1930)
- Scotinella pallida Banks, 1911
- Scotinella pelvicolens (Chamberlin & Gertsch, 1930)
- Scotinella pugnata (Emerton, 1890)
- Scotinella redempta (Gertsch, 1941)
- Scotinella sculleni (Gertsch, 1941)

## Septentrinna
Septentrinna Bonaldo, 2000
- Septentrinna bicalcarata (Simon, 1896)
- Septentrinna paradoxa (F. O. P.-Cambridge, 1899)
- Septentrinna potosi Bonaldo, 2000
- Septentrinna retusa (F. O. P.-Cambridge, 1899)
- Septentrinna steckleri (Gertsch, 1936)
- Septentrinna yucatan Bonaldo, 2000

## Serendib
Serendib Deeleman-Reinhold, 2001
- Serendib suthepica Deeleman-Reinhold, 2001
- Serendib volans Deeleman-Reinhold, 2001

## Simonestus
Simonestus Bonaldo, 2000
- Simonestus occidentalis (Schenkel, 1953)
- Simonestus pseudobulbulus (Caporiacco, 1938)
- Simonestus robustus (Chickering, 1937)
- Simonestus semiluna (F. O. P.-Cambridge, 1899)
- Simonestus separatus (Schmidt, 1971)
- Simonestus validus (Simon, 1898)

## Sphecotypus
Sphecotypus O. P.-Cambridge, 1895
- Sphecotypus birmanicus (Thorell, 1897)
- Sphecotypus niger (Perty, 1833)
- Sphecotypus taprobanicus Simon, 1897

## Spinotrachelas
Spinotrachelas Haddad, 2006
- Spinotrachelas capensis Haddad, 2006

## Stethorrhagus
Stethorrhagus Simon, 1896
- Stethorrhagus archangelus Bonaldo & Brescovit, 1994
- Stethorrhagus chalybeius (L. Koch, 1866)
- Stethorrhagus duidae Gertsch, 1942
- Stethorrhagus hyula Bonaldo & Brescovit, 1994
- Stethorrhagus latoma Bonaldo & Brescovit, 1994
- Stethorrhagus limbatus Simon, 1896
- Stethorrhagus lupulus Simon, 1896
- Stethorrhagus maculatus (L. Koch, 1866)
- Stethorrhagus nigrinus (Berland, 1913)
- Stethorrhagus oxossi Bonaldo & Brescovit, 1994
- Stethorrhagus peckorum Bonaldo & Brescovit, 1994
- Stethorrhagus penai Bonaldo & Brescovit, 1994
- Stethorrhagus planada Bonaldo & Brescovit, 1994
- Stethorrhagus roraimae Gertsch, 1942
- Stethorrhagus tridentatus Caporiacco, 1955

## Supunna
Supunna Simon, 1897
- Supunna albomaculata (Rainbow, 1902)
- Supunna albopunctata (Hogg, 1896)
- Supunna coloripes (Walckenaer, 1805)
- Supunna funerea Simon, 1896
- Supunna insularis (L. Koch, 1873)
- Supunna michaelseni Simon, 1909
- Supunna picta (L. Koch, 1873)
- Supunna smaragdinea Simon, 1909
- Supunna versicolor Simon, 1896

## Tapixaua
Tapixaua Bonaldo, 2000
- Tapixaua callida Bonaldo, 2000

## Thysanina
Thysanina Simon, 1910
- Thysanina absolvo Lyle & Haddad, 2006
- Thysanina capensis Lyle & Haddad, 2006
- Thysanina gracilis Lyle & Haddad, 2006
- Thysanina serica Simon, 1910
- Thysanina similis Lyle & Haddad, 2006
- Thysanina transversa Lyle & Haddad, 2006

## Trachelas
Trachelas L. Koch, 1872
- Trachelas alticolus Hu, 2001
- Trachelas altiformis (Nicolet, 1849)
- Trachelas amabilis Simon, 1878
- Trachelas anomalus (Taczanowski, 1874)
- Trachelas barroanus Chamberlin, 1925
- Trachelas bicolor Keyserling, 1887
- Trachelas bispinosus F. O. P.-Cambridge, 1899
- Trachelas borinquensis Gertsch, 1942
- Trachelas bravidus Chickering, 1972
- Trachelas bulbosus F. O. P.-Cambridge, 1899
- Trachelas cadulus Chickering, 1972
- Trachelas cambridgei Kraus, 1955
- Trachelas canariensis Wunderlich, 1987
- Trachelas chubbi Lessert, 1921
- Trachelas contractus Platnick & Shadab, 1974
- Trachelas costatus O. P.-Cambridge, 1885
- Trachelas daubei Schmidt, 1971
- Trachelas depressus Platnick & Shadab, 1974
- Trachelas devi Biswas & Raychaudhuri, 2000
- Trachelas digitus Platnick & Shadab, 1974
- Trachelas dilatus Platnick & Shadab, 1974
- Trachelas ecudobus Chickering, 1972
- Trachelas erectus Platnick & Shadab, 1974
- Trachelas fanjingshan Zhang, Fu & Zhu, 2009
- Trachelas fasciae Zhang, Fu & Zhu, 2009
- Trachelas femoralis Simon, 1897
- Trachelas fuscus Platnick & Shadab, 1974
- Trachelas giganteus Platnick & Shadab, 1974
- Trachelas hamatus Platnick & Shadab, 1974
- Trachelas hassleri Gertsch, 1942
- Trachelas himalayensis Biswas, 1993
- Trachelas huachucanus Gertsch, 1942
- Trachelas ibericus Bosselaers et al., 2009
- Trachelas inclinatus Platnick & Shadab, 1974
- Trachelas jamaicensis Gertsch, 1942
- Trachelas japonicus Bösenberg & Strand, 1906
- Trachelas joopili Kim & Lee, 2008
- Trachelas lanceolatus F. O. P.-Cambridge, 1899
- Trachelas latus Platnick & Shadab, 1974
- Trachelas macrochelis Wunderlich, 1992
- Trachelas mexicanus Banks, 1898
- Trachelas minor O. P.-Cambridge, 1872
- Trachelas mulcetus Chickering, 1972
- Trachelas niger Mello-Leitão, 1922
- Trachelas nigrifemur Mello-Leitão, 1941
- Trachelas oculus Platnick & Shadab, 1974
- Trachelas oreophilus Simon, 1906
- Trachelas organatus Platnick & Shadab, 1974
- Trachelas pacificus Chamberlin & Ivie, 1935
- Trachelas panamanus Chickering, 1937
- Trachelas parallelus Platnick & Shadab, 1974
- Trachelas planus Platnick & Shadab, 1974
- Trachelas prominens Platnick & Shadab, 1974
- Trachelas punctatus Simon, 1886
- Trachelas pusillus Lessert, 1923
- Trachelas quadridens Kraus, 1955
- Trachelas quisquiliarum Simon, 1906
- Trachelas rayi Simon, 1878
- Trachelas robustus Keyserling, 1891
- Trachelas roeweri Lawrence, 1938
- Trachelas rotundus Platnick & Shadab, 1974
- Trachelas rugosus Keyserling, 1891
- Trachelas santaemartae Schmidt, 1971
- Trachelas schenkeli Lessert, 1923
- Trachelas scopulifer Simon, 1896
- Trachelas similis F. O. P.-Cambridge, 1899
- Trachelas sinensis Chen, Peng & Zhao, 1995
- Trachelas sinuosus Platnick & Shadab, 1974
- Trachelas speciosus Banks, 1898
- Trachelas spicus Platnick & Shadab, 1974
- Trachelas spinulatus F. O. P.-Cambridge, 1899
- Trachelas spirifer F. O. P.-Cambridge, 1899
- Trachelas submissus Gertsch, 1942
- Trachelas sylvae Caporiacco, 1949
- Trachelas tomaculus Platnick & Shadab, 1974
- Trachelas tranquillus (Hentz, 1847)
- Trachelas transversus F. O. P.-Cambridge, 1899
- Trachelas triangulus Platnick & Shadab, 1974
- Trachelas tridentatus Mello-Leitão, 1947
- Trachelas trifidus Platnick & Shadab, 1974
- Trachelas truncatulus F. O. P.-Cambridge, 1899
- Trachelas uniaculeatus Schmidt, 1956
- Trachelas validus Simon, 1884
- Trachelas vitiosus Keyserling, 1891
- Trachelas volutus Gertsch, 1935
- Trachelas vulcani Simon, 1896

## Trachelopachys
Trachelopachys Simon, 1897
- Trachelopachys aemulatus Gertsch, 1942
- Trachelopachys ammobates Platnick & Rocha, 1995
- Trachelopachys bicolor Chamberlin, 1916
- Trachelopachys bidentatus Tullgren, 1905
- Trachelopachys caviunae (Mello-Leitão, 1947)
- Trachelopachys cingulipes (Simon, 1886)
- Trachelopachys gracilis (Keyserling, 1891)
- Trachelopachys ignacio Platnick, 1975
- Trachelopachys keyserlingi (Roewer, 1951)
- Trachelopachys machupicchu Platnick, 1975
- Trachelopachys magdalena Platnick, 1975
- Trachelopachys quadriocellatus (Mello-Leitão, 1939)
- Trachelopachys sericeus (Simon, 1886)
- Trachelopachys singularis (Caporiacco, 1955)
- Trachelopachys tarma Platnick, 1975

## Tupirinna
Tupirinna Bonaldo, 2000
- Tupirinna albofasciata (Mello-Leitão, 1943)
- Tupirinna rosae Bonaldo, 2000
- Tupirinna trilineata (Chickering, 1937)

## Utivarachna
Utivarachna Kishida, 1940
- Utivarachna accentuata (Simon, 1896)
- Utivarachna bucculenta Deeleman-Reinhold, 2001
- Utivarachna chamaeleon Deeleman-Reinhold, 2001
- Utivarachna dusun Deeleman-Reinhold, 2001
- Utivarachna fronto (Simon, 1906)
- Utivarachna fukasawana Kishida, 1940
- Utivarachna gui (Zhu, Song & Kim, 1998)
- Utivarachna ichneumon Deeleman-Reinhold, 2001
- Utivarachna kinabaluensis Deeleman-Reinhold, 2001
- Utivarachna phyllicola Deeleman-Reinhold, 2001
- Utivarachna rama Chami-Kranon & Likhitrakarn, 2007
- Utivarachna rubra Deeleman-Reinhold, 2001
- Utivarachna taiwanica (Hayashi & Yoshida, 1993)

## Vendaphaea
Vendaphaea Haddad, 2009
- Vendaphaea lajuma Haddad, 2009

## Xeropigo
Xeropigo O. P.-Cambridge, 1882
- Xeropigo brescoviti De Souza & Bonaldo, 2007
- Xeropigo camilae De Souza & Bonaldo, 2007
- Xeropigo candango De Souza & Bonaldo, 2007
- Xeropigo cotijuba De Souza & Bonaldo, 2007
- Xeropigo pachitea De Souza & Bonaldo, 2007
- Xeropigo perene De Souza & Bonaldo, 2007
- Xeropigo rheimsae De Souza & Bonaldo, 2007
- Xeropigo smedigari (Caporiacco, 1955)
- Xeropigo tridentiger (O. P.-Cambridge, 1869)